# Chris van Heerden
Christopher „Chris“ van Heerden (* 19. Juni 1987 in Johannesburg) ist ein südafrikanischer Profiboxer.

## Amateurkarriere
Chris van Heerden siegte in 94 von 97 Amateurkämpfen und war Silbermedaillengewinner der Afrikanischen Meisterschaften 2005 (Zone 6) und Bronzemedaillengewinner der Afrikanischen Meisterschaften 2006 (Zone 6).

## Profikarriere
Im September 2006 wurde er Profi und blieb in 15 Kämpfen ungeschlagen, wobei er 10 vorzeitig gewann. Dabei wurde er Südafrikanischer Meister und Afrikanischer Meister (ABU) im Weltergewicht. 2010 verlor er knapp durch nicht einstimmige Entscheidung (Split Decision) gegen Nikola Stevanović beim Kampf um den IBF-Interkontinental-Titel im Halbmittelgewicht. Er boxte dabei in Belgrad, Serbien, und damit als Profi erstmals außerhalb Südafrikas.
Im Juni 2011 besiegte er seinen Landsmann Bongani Mwelase in Kempton Park einstimmig nach Punkten und qualifizierte sich damit für einen Weltmeisterschaftskampf der IBO im Weltergewicht. Diesen Titel gewann er am 24. September 2011 in Kempton Park einstimmig nach Punkten gegen Kaizer Mabuza, welcher in seinem letzten Kampf gegen Zab Judah um die IBF-Weltmeisterschaft gekämpft hatte.
Seine erste Titelverteidigung gewann er im Juni 2012 ebenfalls in Kempton Park einstimmig gegen den Argentinier Sebastián Andrés Lujan. Im März 2013 bestritt er seine zweite Titelverteidigung und besiegte dabei in Johannesburg den Briten Matthew Hatton einstimmig.
Anfang des Jahres 2014 zog er nach Los Angeles in den USA, da er sich in seiner Heimat Südafrika mit einer ineffizienten Promotion konfrontiert sah, durch die er elf Monate lang zu keinem Kampf gekommen war. Den IBO-Titel legte er noch im Februar selben Jahres nieder.
Nachdem er sich unter dem Trainer Manny Robles darauf vorbereitet hatte, gewann er sein US-Debüt am 6. Februar 2014 in Hollywood gegen den Mexikaner Cosme Rivera. Im April 2014 besiegte er in Santa Monica auch den schlagstarken New Yorker Ray Narh und sicherte sich am 9. Jänner 2015 im Madison Square Garden den IBF-International-Titel im Weltergewicht durch Punktesieg gegen den bis dahin ungeschlagenen Cecil McCalla. Im Mai 2015 gewann er zudem vorzeitig gegen den ehemaligen WBC-Jugendweltmeister Ramon Ayala. Seit 2014 wird van Heerden auch von Freddie Roach trainiert.
Am 11. September 2015 musste er im Kampf gegen Errol Spence in Toronto erstmals in seiner Karriere zu Boden und verlor durch Ringrichterabbruch in der achten Runde. Anschließend stieg er erst im April 2016 wieder in den Ring und besiegte in Las Vegas den Kanadier Steve Claggett. Im Oktober desselben Jahres wurde er Afrikanischer Meister der WBA im Weltergewicht gegen Sacky Shikukutu.
Am 28. April 2018 besiegte er den Deutschen Timo Schwarzkopf einstimmig nach Punkten. Im März 2019 schlug er Mahonri Montes und im August 2019 Aslanbek Kosajew.
Im Dezember 2020 endete sein Kampf gegen Jaron Ennis wertungslos, nachdem van Heerden durch einen unabsichtlichen Kopfstoß in der ersten Runde verletzt worden war. Am 16. April 2022 verlor er in der zweiten Runde gegen Conor Benn.

## Weiteres
Sein Vater war ebenfalls Boxer und brachte seinen Sohn zum Sport. Sein Bruder ist der MMA-Kämpfer Danie „Pitbull“ van Heerden. Chris van Heerden war bereits Sparringspartner der Boxweltmeister Miguel Cotto und Saúl Álvarez sowie des UFC-Champions Conor McGregor.